# 莫里茨·莫什科夫斯基
莫里茨·莫斯科夫斯基（德語：Moritz Moszkowski；1854年8月23日—1925年3月4日）是有波兰犹太血统的波兰裔德國作曲家、钢琴家和教师。他的兄弟亚历山大是柏林著名的作家和讽刺作家。 

## 生平
他出生于 普鲁士布雷斯劳 （现今波兰弗罗茨瓦夫市）的一个富裕的波兰犹太家庭，其父母于1854年前来布雷斯劳皮利察（近扎维尔切）。  在许多犹太人淡化他们的犹太传统时，他是一个热心的犹太人。他在一个非常幼小的年龄就展示了早期的才能，于是开始了他在家里的音乐训练直到他的家人在1865年搬到德累斯顿。在那里，他继续在音乐学院学习钢琴。他于1869年搬到柏林，先在朱利叶斯·斯特恩音乐学院继续学习，他师从爱德华·弗兰克学习钢琴，师从弗雷德里克·基尔学习作曲；之后，他到西奥多·库拉克的新音乐艺术学院（Neue Akademie der Tonkunst），向理查德·伍斯特学习作曲，向海因里希·多恩学习配器。在那里，他与沙尔文卡兄弟，克萨韦尔和菲利普成为了亲密的朋友。1871年，他接受了库拉克的提议，成为他学院的老师；他也是一位非常称职的小提琴家，他有时会在管弦乐队中演奏第一小提琴。 
1873年，莫什科夫斯基作为钢琴家举行了第一次成功的音乐会，并很快开始巡演附近的城市，以获得经验并建立自己的声誉。两年后，在李斯特亲自邀请的观众面前，他与弗朗兹·李斯特一起在两架钢琴上演奏他的钢琴协奏曲。
从1875年起，他一直在柏林音乐学院担任教师，他的学生有Frank Damrosch、Joaquín Nin、Ernest Schelling、Joaquín Turina、Carl Lachmund、Bernhard Pollack、Ernst Jonas、Wilhelm Sachs、Helene von Schack、Albert Ulrich和Johanna Wenze。莫什科夫斯基随后成功地在整个欧洲旅行，享有卓越的音乐会钢琴家和出色的作曲家的声誉，并获得了一些指挥家的认可。1884年，莫什科夫斯基与钢琴家兼作曲家塞西尔·夏米娜德的妹妹亨丽埃特（Henriette Chaminade）结婚，他有一个名叫马塞尔（Marcel）的儿子和一个名叫西尔维娅（Sylvia）的女儿。到了19世纪80年代中期，莫什科夫斯基开始患上神经系统问题并逐渐减少他的独奏活动，转而支持作曲，教学和指挥。1887年，他被邀请到伦敦，在那里他有机会介绍他的许多管弦乐作品。  在那里，他被授予皇家爱乐协会的荣誉会员资格。三年后，他的妻子离他而去而和诗人路德维希·富尔达（Ludwig Fulda）在一起，两年后离婚。
1897年，名利双收的莫什科夫斯基搬到了巴黎，他与女儿住在布兰奇街。在巴黎，他经常受到老师的追捧，并且总是慷慨地把时间投入到有抱负的音乐家身上。  在他的巴黎学生中有Vlado Perlemuter、汤玛斯·比彻姆（他在1904年根据安德烈·梅萨热的建议与他进行私人课程编写 ）、约瑟夫·霍夫曼（他曾声称曾经没有人能教他），旺达·兰多芙丝卡、非正式的Gaby Casadesus。 同年夏天，他在法国小说家和诗人亨利·穆格（亨利·穆傑）拥有的Montigny-sur-Loing附近租了一栋别墅。1899年柏林学院选举他为会员。他多次被钢琴制造商邀请到美国炫耀他们的钢琴，但即使他们提供了大量的费用，莫氏也总是拒绝。
1908年，到54岁时，莫什科夫斯基已经成为隐士，因为他开始遭受健康不良的困扰。  他的声望开始逐渐消退，他的职业生涯逐渐衰落。  他不再带作曲班的学生，因为“他们想写像斯克里亚宾、勋伯格、德彪西、萨蒂这样的疯子的作品……”。
他在贫困中度过的最后几年，他已经卖掉了他所有的版权，并将全部资金投入到德国、波兰和俄罗斯的债券和证券中，这些债券和证券在战争爆发时变得毫无价值。他的两名前学生约瑟夫·霍夫曼和Bernhard Pollack来帮助他。通过波莱克的介入，他将莫什科夫斯基的歌剧《Boabdil》的新钢琴改編送到了莱比锡的彼得斯出版社，他收集了额外的10,000法郎作为版税伪装，除了赠送10,000张黃金馬克和个人捐赠10,000霍尔曼和他自己的5,000分。1924年12月21日，当他生病并负债累累时，他的朋友和仰慕者代表他在卡内基音乐厅安排了一场盛大的见证音乐会，舞台上有15架三角钢琴。奥西普·加布里洛威茨奇、珀西固安捷、约瑟夫·维尼、利·内伊、威廉·巴克豪斯和哈罗德·鲍尔是表演者之一， 由弗兰克·达姆罗希指挥（斯基发来电报表示歉意）。音乐会净赚了13,275美元（相当于2017年5月的187,793.67美元），其中一部分转移到纽约国家城市银行的巴黎分行，以便立即解除他的财务问题，并购买了年金。大都会人寿保险公司，他将在其余生中每年获得1,250美元。然而，莫氏的疾病徘徊不定，他在次年3月4日死于胃癌，然后才能获得资金。 筹集的资金转而支付他的葬礼费用以及他的妻子和儿子。

## 評價
尽管他演奏的平衡性和明亮的清晰度以及引起欧洲各地崇拜者热情的精彩技巧，他的音乐也被描述为“缺乏内涵”。他是钢琴演奏曲目中的大师，但在他自己的作品中，他更受人钦佩。他的音乐迅速成为轰动，但他在舞台和音乐厅的主要作品中也取得了成功。 
伊格纳奇·扬·帕德雷夫斯基说：“在肖邦之后，莫什科夫斯基最了解如何为钢琴写作，他的作品包含了所有钢琴技术。”虽然今天鲜为人知，但莫什科夫斯基在十九世纪末期受到了高度敬重和欢迎。 莫什科夫斯基的作品技巧辉煌，旋律优美，特别善于表达异国情调，唯内涵稍逊。所作钢琴练习曲在中国被广泛作为中高级教材使用。

## 作品節選

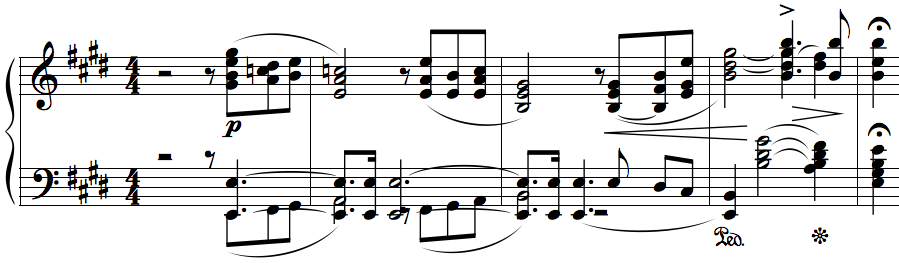
他的第二钢琴协奏曲的管弦乐开场。

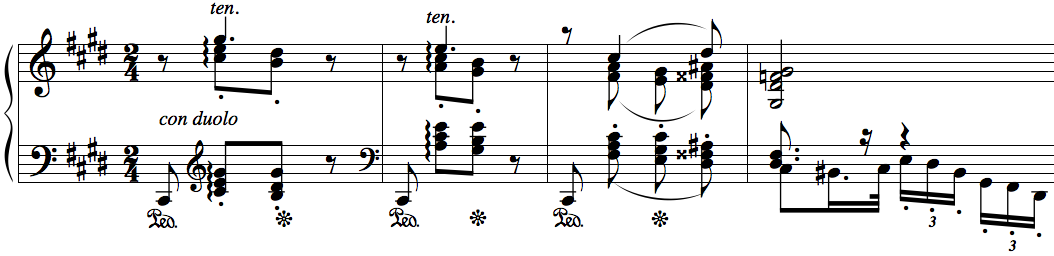
在第二乐章中，钢琴演奏主旋律的变奏。

莫什科夫斯基相当高产，创作了200多件小型钢琴作品，这使他受到了极大的欢迎 - 特别是他的《西班牙舞曲》（Op.12），钢琴二重奏（后来为独奏钢琴安排，并由菲利普·沙文卡为管弦乐队指挥）。

## 錄音推薦
- Ilana Vered在1970年首次录制了莫什科夫斯基的《Études de Virtuosité》（Op. 72）Seta Tanyel为Hyperion Records录制了三卷莫什科夫斯基的钢琴独奏作品。
- E大调钢琴协奏曲首先由Michael Ponti[譯名請求]录制，最近[何时？]由Piers Lane[譯名請求]和Joseph Moog[譯名請求]录制。G小调组曲（Op. 71）包括2首小提琴作品和一首钢琴作品，已被伊扎克·帕尔曼和平夏斯·祖克曼等二人录制。
- 莫什科夫斯基、帕德雷夫斯基：浪漫钢琴协奏曲（第1卷）；皮尔斯·莱恩（英语：Piers Lane）
- 莫什科夫斯基：钢琴作品（三卷）；塞塔·坦耶尔（Seta Tanyel）
- 莫什科夫斯基：E大调钢琴协奏曲，管弦乐组曲“来自异域”；马库斯·帕夫利克（Markus Pawlik）、安托尼·維特（英语：Antoni Wit）
- 莫什科夫斯基：小夜曲，约翰·麦柯马克（John McCormack）；弗里茨·克莱斯勒
- 莫什科夫斯基：Vingt Petites Études，Op. 91＆勃拉姆斯：匈牙利舞曲；埃丝特·布迪亚尔德霍（Esther Budiardjo）